# Mina de carbón Krasnolymanska
La Mina de carbón Krasnolymanska es una gran Mina de carbón localizada en el sudeste de Ucrania en el Oblast de Donetsk. Representa una de las mayores reservas de carbón en la actual Ucrania con aproximadamente 85.1 millones de toneladas.. Ahora mismo, su producción es incierta debido a la guerra de Ucrania.

## Categorías
- Guerra de Ucrania
- Minas de Ucrania
- Óblast de Donetsk